# Scala Rossi-Forel
La scala Rossi-Forel fu una delle prime scale sismiche a valutare l'intensità di un terremoto. Sviluppata dall'italiano Michele Stefano de Rossi e dallo svizzero François-Alphonse Forel nell'Ottocento, venne usata per circa due decenni fino all'introduzione della scala d'intensità Mercalli  nel 1902.
Questo sistema è ancora in uso in alcune nazioni, incluse le Filippine.
La versione del 1873 della scala Rossi-Forel aveva 10 livelli di intensità:
- I. Scossa microsismica. registrata da un solo sismografo o da sismografi dello stesso modello, ma non da molti tipi differenti di sismografi. La scossa è avvertita da un esperto osservatore.
- II. Scossa estremamente debole. registrata da molti tipi differenti di sismografi. Viene avvertita da un ristretto numero di persone a riposo.
- III. Scossa molto debole. Sentita da molte persone a riposo. Abbastanza forte per la direzione o durata da essere valutabile.
- IV. Scossa debole. Avvertita da persone in movimento. Disturbo ad oggetti mobili quali porte e finestre; screpolatura di soffitti.
- V. Scossa di moderata intensità. Avvertita generalmente da chiunque. Disturbo di arredi, causa di rintocchi di alcune campane.
- VI. Scossa abbastanza forte. Risveglio generale di coloro che dormono. Suono generale di campane. Oscillazione di lampadari, si fermano gli orologi, visibile agitazione di alberi e cespugli. Alcune persone spaventate lasciano le loro dimore.
- VII. Scossa forte. Rovesciamento di oggetti mobili, caduta di intonaci con suono di campane delle chiese. Panico generale. Nessun danno strutturale alle abitazioni.
- VIII. Scossa molto forte. Caduta di comignoli, incrinature nei muri degli edifici.
- IX. Scossa estremamente forte. Parziale o totale distruzione di alcuni edifici.
- X. Scossa di estrema intensità. Grande disastro, rovine, deformazione del terreno con fessurazioni, cadono massi rocciosi dalle montagne o colline.